# Massacre de Greysteel
 (novembre 2023).
La mise en forme du texte ne suit pas les recommandations de Wikipédia : il faut le « wikifier ».
Les points d'amélioration suivants sont les cas les plus fréquents. Le détail des points à revoir est peut-être précisé sur la page de discussion.
- Les titres sont pré-formatés par le logiciel. Ils ne sont ni en capitales, ni en gras.
- Le texte ne doit pas être écrit en capitales (les noms de famille non plus), ni en gras, ni en italique, ni en « petit »…
- Le gras n'est utilisé que pour surligner le titre de l'article dans l'introduction, une seule fois.
- L'italique est rarement utilisé : mots en langue étrangère, titres d'œuvres, noms de bateaux, etc.
- Les citations ne sont pas en italique mais en corps de texte normal. Elles sont entourées par des guillemets français : « et ».
- Les listes à puces sont à éviter, des paragraphes rédigés étant largement préférés. Les tableaux sont à réserver à la présentation de données structurées (résultats, etc.).
- Les appels de note de bas de page (petits chiffres en exposant, introduits par l'outil «  Source ») sont à placer entre la fin de phrase et le point final[comme ça].
- Les liens internes (vers d'autres articles de Wikipédia) sont à choisir avec parcimonie. Créez des liens vers des articles approfondissant le sujet. Les termes génériques sans rapport avec le sujet sont à éviter, ainsi que les répétitions de liens vers un même terme.
- Les liens externes sont à placer uniquement dans une section « Liens externes », à la fin de l'article. Ces liens sont à choisir avec parcimonie suivant les règles définies. Si un lien sert de source à l'article, son insertion dans le texte est à faire par les notes de bas de page.
- La présentation des références doit suivre les conventions bibliographiques. Il est recommandé d'utiliser les modèles {{Ouvrage}}, {{Chapitre}}, {{Article}}, {{Lien web}} et/ou {{Bibliographie}}. Le mode d'édition visuel peut mettre en forme automatiquement les références.
- Insérer une infobox (cadre d'informations à droite) n'est pas obligatoire pour parachever la mise en page.

Pour une aide détaillée, merci de consulter Aide:Wikification.
Si vous pensez que ces points ont été résolus, vous pouvez retirer ce bandeau et améliorer la mise en forme d'un autre article.
Le massacre de Greysteel, est une fusillade de masse qui a eu lieu dans la soirée du 30 octobre 1993 à Greysteel, dans le comté de Londonderry, en Irlande du Nord. Des membres de l'Ulster Defence Association (UDA), un groupe paramilitaire loyaliste, ont ouvert le feu sur des civils dans un pub bondé lors de la fête d'Halloween, tuant huit personnes et en blessant dix-neuf. Le pub le Rising Sun a été pris pour cible parce qu'il était fréquenté par des catholiques, même si deux des civils tués ce soir  là étaient protestantes. Le groupe a revendiqué la responsabilité en utilisant son nom de couverture "Ulster Freedom Fighters", affirmant que l'attaque était une vengeance de l'attentat à la bombe de Shankill Road par l'IRA provisoire une semaine plus tôt qui visait desdirigeants de l'UDA et qui fit 9 victimes civiles. Quatre hommes ont été condamnés à la réclusion à perpétuité pour le massacre, mais ont été libérés en 2000 conformément aux termes de l'Accord du Vendredi Saint dans lequel les gouvernements britannique et irlandais se sont engagés à libérer rapidement les quelque 400 prisonniers purgeant des peines liées aux activités des groupes paramilitaires, à condition que ces groupes continuent de maintenir « un cessez-le-feu complet et sans équivoque ».

## Contexte
Le 23 octobre 1993, une bombe de l'IRA a explosé prématurément alors que les bombardiers la transportaient vers une poissonnerie sur Shankill Road, à Belfast. L'objectif visé par l'IRA était une réunion des dirigeants de l'UDA, dont le brigadier Johnny Adair, qui devait avoir lieu dans une pièce au-dessus du magasin. À l'insu de l'IRA, la réunion avait été reportée. Huit civils protestants, un membre de l'UDA et l'un des kamikazes de l'IRA ont été tués dans l'explosion. Ceci est devenu connu sous le nom d'attentat à la bombe sur Shankill Road.
L'UDA a lancé un certain nombre d'« attaques de vengeance » pour l'attentat à la bombe. Plus tard dans la journée, ils ont abattu un chauffeur-livreur catholique après l'avoir attiré vers un faux appel à Vernon Court, à Belfast. Le 26 octobre, l'UDA a abattu deux autres civils catholiques et en a blessé cinq lors d'une attaque au Council Depot à Kennedy Way, à Belfast.

## Planification
L'ordre de l'attaque est venu des dirigeants de l'UDA et on pense que Greysteel a été choisi en partie parce qu'il se trouvait loin de Belfast, où l'activité des forces de sécurité était intense après l'attentat à la bombe de Shankill. Parmi les personnes impliquées dans sa planification et son organisation figuraient Billy McFarland, « brigadier » de la brigade North Antrim & Londonderry de l'UDA. Stephen Irwin, Geoffrey Deeney et Torrens Knight, tous membres de la brigade, devaient procéder à la fusillade. Les hommes armés ont été informés pour la première fois des plans du massacre le 27 octobre dans un bureau appartenant au Parti démocrate d'Ulster à Bond's Place, à Derry.
Avant le massacre, les hommes armés se sont rendus au pub pour se familiariser avec le décor et choisir les meilleures positions de tir. Knight a obligé Irwin et Deeney à répéter la fusillade dans le bureau de Bond's Place. Les hommes armés se rendaient au pub dans une Opel Kadett, avec Brian McNeill, membre de l'UDA, conduisant une « voiture de reconnaissance » devant. Après la fusillade, les hommes armés conduiraient la Kadett jusqu'à un point de rendez-vous près d'Eglinton, où ils rencontreraient McNeill et brûleraient la voiture.

## Massacre

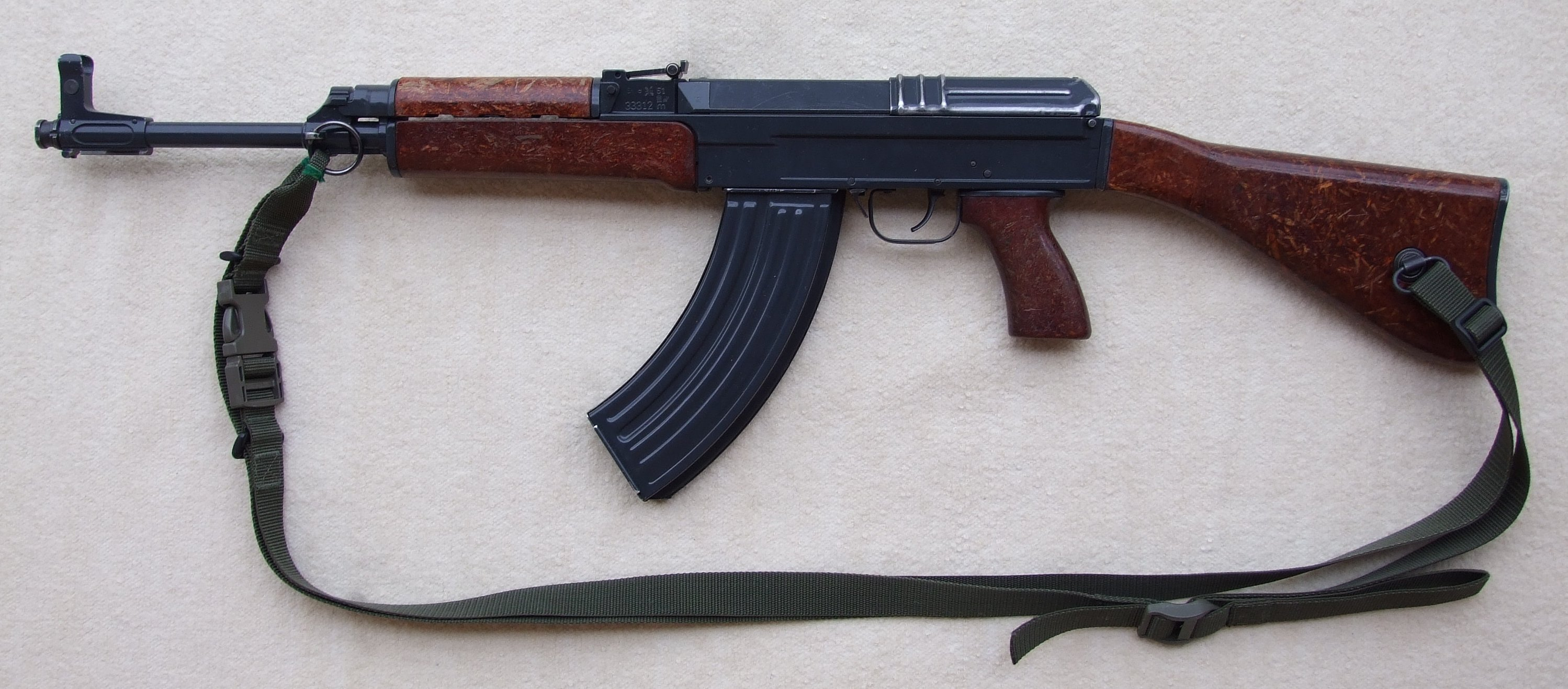
Un fusil d'assaut vz.58, comme celui utilisé par Stephen Irwin lors du massacre de Greysteel.

Le samedi 30 octobre, peu avant 22 heures, les trois hommes armés, vêtus de combinaisons bleues et de cagoules, entrent dans le Rising Sun Bar à Greysteel. Il y a au moins 70 personnes à l'intérieur pour assister à une fête d'Halloween  et au début, certains pensaient que les hommes faisaient une farce d'Halloween. Stephen Irwin a crié « des bonbons ou un sort » en ouvrant le feu ,, avec un vz. 58 sur la foule compacte dans le salon. Il a continué à tirer jusqu'à ce que le chargeur se vide, a rapidement rechargé et a continué à tirer,. Geoffrey Deeney a ouvert le feu avec une arme de poing de 9 mm sur une femme en fuite, mais elle s'est bloquée après un seul coup,. Torrens Knight, armé d'un fusil de chasse, gardait l'entrée pendant la fusillade,. Il y avait de la panique et des cris alors que les gens se précipitaient pour se cacher et que les femmes imploraient grâce. La scène au Rising Sun Bar a été décrite comme « infernale » ; des corps gisaient partout et le salon et la piste de danse étaient couverts de sang et de verre brisé. Les hommes armés, en riant, ont ensuite pris la fuite à bord de l'Opel Kadett conduite par Knight. Alors qu'il s'éloignait de Greysteel, le rétroviseur de la voiture en fuite a été heurté par une voiture de police qui se dirigeait à toute vitesse vers les lieux.
Sept personnes ont été tuées sur le coup et dix-neuf ont été blessées, et une autre est décédée plus tard de ses blessures. Les morts étaient Karen Thompson (19 ans), Steven Mullan (20 ans), Moira Duddy (59 ans), Joseph McDermott (60 ans), James Moore (81 ans), John Moyne (50 ans), John Burns (54 ans) et Victor Montgomery (76 ans). Six des personnes tuées étaient des civils catholiques et deux, des civils protestants.
Le lendemain, l'UDA a revendiqué la responsabilité de l'attaque en utilisant le nom de couverture « Ulster Freedom Fighters » (UFF). Son communiqué indique que le « raid Greysteel » était « la continuation de nos menaces contre l'électorat nationaliste selon lequel il paierait un lourd tribut pour le massacre de neuf protestants samedi dernier ». Un membre de l'UDA de West Belfast a affirmé que son organisation « avait des informations selon lesquelles des hommes de haut rang de l'IRA buvaient au Rising Sun... Malheureusement, ils n'étaient pas là à Halloween, mais nos garçons ont agi conformément au briefing qui leur avait été donné" ». Par la suite, les hommes armés se seraient vantés de ces meurtres.
Il y avait « un ressentiment considérable » à Greysteel après que le député unioniste d'Ulster de la région, William Ross, n'ait assisté à aucune des funérailles des victimes. Ross a expliqué son absence en citant l'accueil fâché que le député social-démocrate et travailliste Joe Hendron a reçu lors de sa visite sur le site de l'attentat à la bombe de Shankill Road.
Le pub est toujours ouvert à Greysteel. Il y a un mémorial aux victimes à l'extérieur du bâtiment qui dit : Que leur sacrifice soit notre chemin vers la paix.
En 2023, Tyler Hoey a été sélectionné comme candidat du DUP pour se présenter aux élections du Mid and East Antrim Council. En 2020, Hoey a « aimé » une publication sur les réseaux sociaux commémorant le massacre de Greysteel, qui déclarait : « Ce jour-là, il y a 27 ans, une unité de service actif des Ulster Freedom Fighters de la brigade North Antrim-Londonderry "Trick or Treated" s'est frayé un chemin vers le bar républicain Rising Sun à Greysteel afin de se venger de l'attentat de Shankill ». À la suite de cette révélation, le leader du DUP, Jeffrey Donaldson, a déclaré que Hoey "regrette profondément certaines des choses qu'il a dites dans le passé" et qu'il a "droit à une seconde chance".

## Condamnations
Les membres de l'UDA impliqués ont été arrêtés peu après le massacre. Lors de leur première comparution devant le tribunal, Knight a été filmé en train de rire, de se moquer et de crier des injures aux proches des victimes alors qu'il était conduit hors du bâtiment. En février 1995, Irwin, Deeney, Knight et McNeill ont été condamnés à la prison à vie pour leur implication dans l'attaque. Knight a également été reconnu coupable des meurtres de Castlerock. En 2000, ils ont été libérés prématurément, avec d'autres prisonniers paramilitaires, conformément aux termes de l'Accord du Vendredi Saint. Irwin a qualifié le massacre de « revanche » et a déclaré qu'il n'avait « aucun remords ». Après leur libération, Irwin et Knight auraient rejoint le groupe militant néo-nazi Combat 18[réf. nécessaire].
En 2005, Irwin a été condamné à quatre ans de prison pour avoir frappé un homme avec un couteau. Cela signifiait qu'il devait également purger les huit peines d'emprisonnement à perpétuité qu'il avait reçues pour le massacre de Greysteel. En 2006, il a abandonné son appel contre les condamnations. En septembre 2013, Irwin a été libéré de prison une deuxième fois après avoir soumis une demande de libération anticipée aux commissaires à la révision des peines. Les commissaires ont statué que sa demande devait être accordée et il a été immédiatement libéré.
Il y a eu des affirmations dans les médias selon lesquelles Knight était un informateur rémunéré pour le MI5. Knight a nié ces affirmations. Les enquêteurs n'ont trouvé aucune preuve que Knight était protégé par la loi.